# 清洁
清洁是指去除有害物质的过程，包括但不限于污垢、传染源和来自其他物体或环境的杂质。清洁可发生在许多环境中，并使用不同的方法。有多种职业是执行清洁工作。

## 语境
清洗可发生在规模、要求各不相同的各种商业、家庭、个人或环境下。
- 商业清洁（英语：Commercial cleaning）
  - 终端清洁（英语：Terminal cleaning），医疗机构中
- 环境修复（英语：Environmental remediation），在自然环境中去除污染或污染物
- 家務，包含大掃除
- 卫生，包括个人装饰（英语：personal grooming）
- 工廠清潔

## 按被清洁的物料
一些物品和材料由于其形状、位置或物体和污染物的材料特性而需要专门的清洁技术。

### 按物料
- 地毯清洗（英语：Carpet cleaning）
- 烟囱清洁（英语：Modern chimney cleaning）
- 犯罪现场清理（英语：Crime scene cleanup）
- 火災後清潔
- 水災後清潔
- 外部清洁（英语：Exterior cleaning）
- 地板清洁（英语：Floor cleaning）
- 移除涂鸦（英语：Graffiti removal）
- 屋頂清洗
- 料仓清洗（英语：Silo cleaning）
- 街道清洁（英语：Street cleaning）
- 無塵室清潔 （页面存档备份，存于）
- 水塔清潔
- 冷卻水塔清洗

### 其他项目
- 硬币清洗（英语：Cleaning (coinage)）
- 珠宝清洗（英语：Jewellery cleaning）
- 洗衣，洗衣服和其他纺织品
- 工业零件清洗（英语：Parts cleaning）
- 洗碗（英语：Pot washing），食品服务
- 牙齿清洁（英语：Teeth cleaning）
- 管道清洁（英语：Tube cleaning）
- 超聲波清洗機
- cleaning services in Perth （页面存档备份，存于）